# Bonsoir
Bonsoir ist ein französischer Film aus dem Jahr 1994 von Jean-Pierre Mocky. In den Hauptrollen spielen Michel Serrault, Claude Jade, Marie-Christine Barrault und Jean-Claude Dreyfus.

## Handlung
Der obdachlos gewordene Schneider Alex Ponttin sucht in Paris Obdach. Verfolgt vom debilen Kommissar Bruneau, speist er beim vulgären Dumont, setzt sich mit der Mutter von sieben unehelichen Kindern vor den Fernseher und quartiert sich bei der lesbischen Caroline und deren Freundin Gloria ein. Als Carolines Schwester mit Erbtante Amélie auftaucht, um Caroline wegen ihres "skandalösen" Lebenswandels das Erbe zu entziehen, gibt Caroline die sanfte Gloria als Sekretärin und den nackten Alex als ihren Liebhaber und künftigen Ehemann aus. Alarmiert von Carolines Nachbar, kommt Bruneau derweil immer näher... 